# Louis Dürr
Louis Dürr (* 27. Juli 1896 in Burgdorf, Kanton Bern; † 26. Juli 1972 in Stampa, heimatberechtigt in Burgdorf) war ein Schweizer Maler.

## Leben und Werk
Dürr war der Sohn eines Hutfabrikanten und absolvierte von 1912 bis 1915 im örtlichen Fotoatelier «Bechstein» eine Lehre. Er besuchte das Gymnasium in seiner Geburtsstadt Burgdorf, das Landerziehungsheim Oberkirch und ab 1918 die Kunstgewerbeschule in Basel. Auch studierte er Kunstgeschichte an der Universität Basel. 1921 begann er an der Académie Julian in Paris ein Studium der Malerei, das er in München fortsetzte. Zwischenzeitlich hielt er sich im Tessin auf und unternahm Studienreisen nach Mailand und Wien. Als freier Kunstmaler war Dürr ab 1924 in Burgdorf tätig. 1931 lebte er in Bern.
Dürr malte mehrheitlich Landschaftsbilder, wobei er häufig alpine Motive wählte, aber auch Porträts. Seine Arbeiten zeigen zunächst Einflüsse des französischen Impressionismus, später des Münchner Malers Wilhelm Leibl und des Schweizers Ferdinand Hodler. Seine Werke wurden unter anderem im Münchner Glaspalast und bei der Turnus-Ausstellung gezeigt.